# Établissement de communication et de production audiovisuelle de la Défense
Pour les articles homonymes, voir ECA et ECPA.
L'Établissement de communication et de production audiovisuelle de la Défense (ECPAD) est un établissement public à caractère administratif (EPA) chargé des productions et des archives photographiques et audiovisuelles du ministère français des Armées.
Il est appelé Établissement cinématographique des armées (ECA) de 1961 à 1969 et Établissement cinématographique et photographique des armées (ECPA) de 1969 à 2001.
Il est situé près de Paris, au fort d'Ivry à Ivry-sur-Seine dans le Val-de-Marne. 
La Délégation à l'information et à la communication de la Défense assure la tutelle de l'ECPAD.

## Histoire

### La Grande Guerre

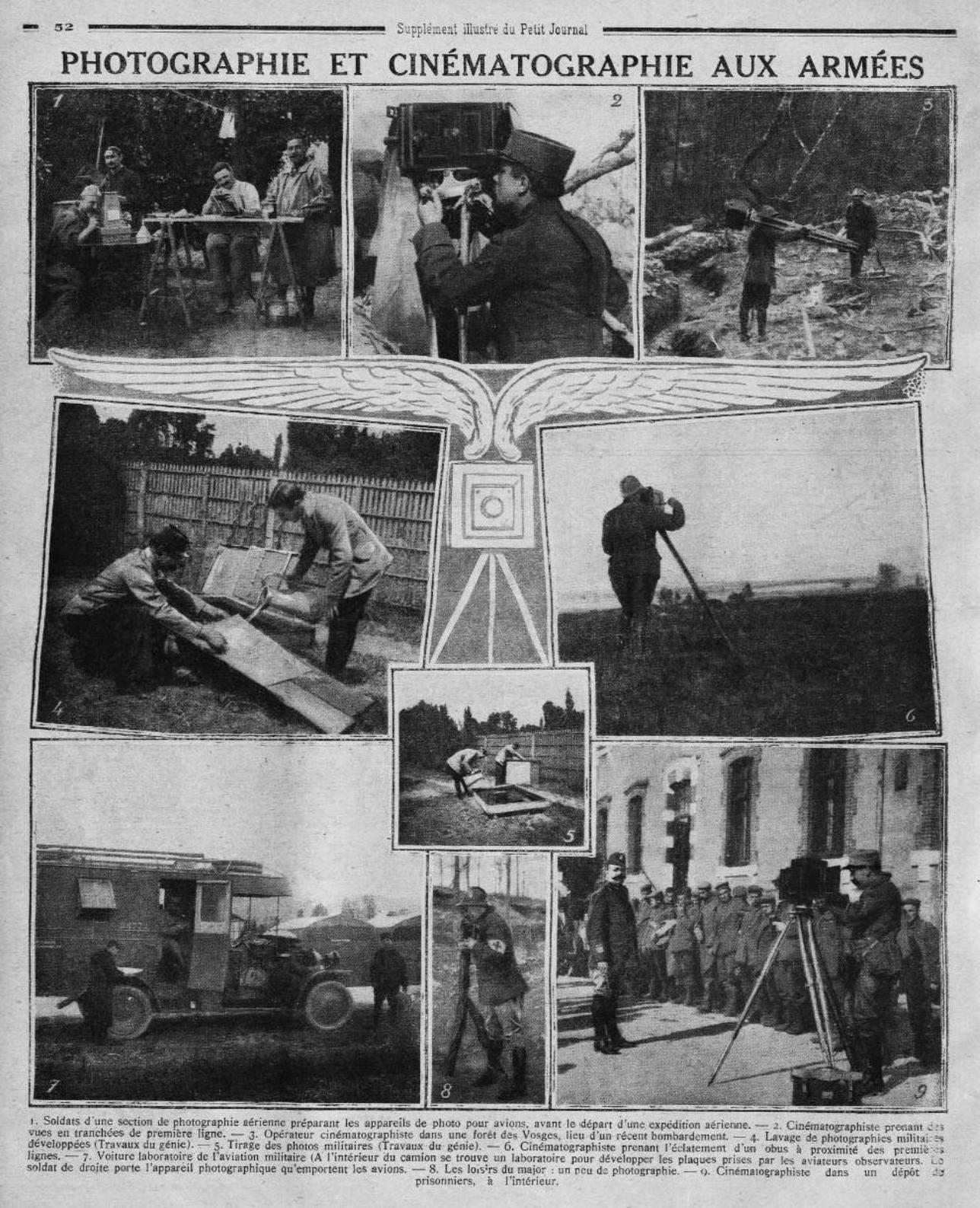
Divers aspects du travail du Service cinématographique aux armées en février 1918 (supplément illustré du Petit Journal).

En 1915, en réaction à la propagande par l'image allemande, et afin d'agir sur l'opinion des pays neutres, sont créées conjointement la Section photographique des armées (SPA) et la Section cinématographique de l'Armée française (SCA) par les ministères de la Guerre, de l'Instruction publique et des Beaux-arts et des Affaires étrangères,.
Le quartier général donne au SPA, en mai 1915, la mission de constituer un stock de photos répondant à trois objectifs, à savoir d'être intéressant :
- « au point de vue historique (destructions, ruines…) » ;
- « au point de vue de la propagande par l'image à l'étranger » ;
- « au point de vue des opérations militaires, par la constitution d'archives documentaires ».

Le fonds conserve des clichés d’œuvres d'art, de monuments, de musées (avant et/ou après les destructions par la guerre).
Ses locaux sont situés au sous-sol du 3 rue de Valois (1er arrondissement de Paris), qui abrite le sous-secrétariat des Beaux-Arts.
Les deux sections (SPA et SCA) fusionnent en 1917 en une Section photographique et cinématographique des Armées (SPCA), elle-même dissoute le 10 septembre 1919 à la démobilisation de ses opérateurs, après avoir constitué un fonds dont on a conservé environ 120 000 clichés (plaques de verre de tous formats) incluant des vues stéréoscopiques (en relief) et panoramiques (sur un grand angle).
En 1921 est fondé le Service photographique et cinématographique des Beaux-Arts, chargé de conserver et d'exploiter ces archives, transformé à la fin de la même année en Société des archives photographiques d’art et d’histoire, qui dépend désormais de la tutelle exclusive du sous-secrétariat des Beaux-Arts. Si très logiquement il n'y a plus de clichés produits, ils continuent, comme les films, d'être vendus ou diffusés pour témoigner du conflit.

### LaSeconde Guerre mondiale
En 1939, à la déclaration de guerre, réactivation sous le nom de Service cinématographique des armées (SCA). En novembre 1940, fuyant la zone Nord occupée, le service s’installe à Marseille jusqu’en novembre 1942. À partir de son antenne d’Alger, le SCA s’organise pour suivre l’avancée des Alliés en Tunisie et en Italie, la libération de la France et l’assaut final contre les nazis. Les archives de cette époque sont donc d’origines diverses, intégrant notamment des documents allemands que les Alliés se sont partagés en 1945 au titre des prises de guerre.

### Après guerre
En 1946, le service est implanté au fort d'Ivry.
Durant la guerre d'Algérie, il a une filiale à Alger et une autre à Bizerte (Tunisie).
En 1954, le service cinématographique des armées est rattaché au "Service d'information de la défense nationale et des forces armées.
Il est transformé en Établissement cinématographique des armées (ECA) en 1961 puis en Établissement cinématographique et photographique des armées (ECPA) en 1969, pour devenir l'actuel Établissement de communication et de production audiovisuelle de La Défense (ECPAD) le 18 avril 2001, devenant un établissement public à caractère administratif (EPA).

## Missions
Les personnels de l'ECPAD sont présents où est engagée l'Armée française et témoignent de son histoire, conservée au fort d'Ivry.
La collection de photos et films est conservée par l'ECPAD, qui a également numérisé des fonds de photographies privées ainsi que des fonds sur la guerre d'Algérie, la guerre d'Indochine, la Seconde Guerre mondiale, la Première Guerre mondiale et des fonds photographiques d'autres opérations extérieures. Ces collections sont accessibles sur le site de l'ECPAD.
Les fonds de photographies sont également mis en valeur à travers la publication d’ouvrages, répartis dans trois collections : « Images en poche », « Images de » et « Au cœur de ». En 2021, l’établissement a ainsi publié un livre sur l’opération Daguet pour célébrer le trentième anniversaire de la participation de l’armée française à la guerre du Golfe.

## Personnalités
Le premier directeur de l'ECPAD (2001-2004) a été le contrôleur général des armées Jean Tenneroni.
Un directeur civil, Yves d'Hérouville, puis une directrice civile, Isabelle Gougenheim, lui ont succédé. Cette dernière, détachée du ministère des Finances depuis 2007, a été relevée de ses fonctions par décision ministérielle en 2013, avant la fin de son deuxième mandat,. Elle a été condamnée à une amende de 2500 € par la cour de discipline budgétaire et financière le 23 novembre 2022.
En 2013, le contrôleur général des armées Christophe Jacquot est nommé directeur de l'ECPAD. Lui succède en 2020 le conservateur général du patrimoine Laurent Veyssière.
Depuis mai 2016, Gilles Ciment en est directeur adjoint.

### Quelques anciens
- René Allio, réalisateur et scénariste
- Mathieu Amalric, réalisateur, acteur
- Philippe Binant, ingénieur
- Jean Becker, réalisateur
- Jean-Claude Brialy, comédien
- Philippe de Broca, réalisateur
- Daniel Camus, photographe
- Raymond Cauchetier, photographe
- Henri Cartier-Bresson, photographe
- Christian Cascio, producteur-réalisateur
- Alain Cavalier, réalisateur
- Jerome Caza, producteur-réalisateur
- Alain Corneau, réalisateur
- Jean-Paul Cornu, chef opérateur
- Costa-Gavras, réalisateur
- Jean-Claude Coutausse, photo-reporter
- Raoul Coutard, chef-opérateur
- Michel Drucker, animateur, producteur
- Robert Enrico, réalisateur
- Pierre Ferrari, photographe
- Marc Flament, photographe, réalisateur
- Michel Fuzellier, illustrateur, réalisateur
- Laurent Herbiet, réalisateur, scénariste
- Jacques Hoden, photo-reporter
- Patrick Jeudy, réalisateur
- Jean-Marie Lavalou, ingénieur
- Georges Lautner, réalisateur, scénariste
- Gabriel Le Bomin, réalisateur
- André Lebon, reporter, chef-opérateur
- Claude Lelouch, réalisateur
- Jérémy Lempin, reporter photographe
- Marcel L'Herbier, réalisateur
- Pierre Lhomme, chef-opérateur
- Xavier Liébard, réalisateur
- Georges Liron, cameraman
- Jean-Louis Lorenzi, scénariste-réalisateur
- Alain Masseron, ingénieur
- Antoine de Maximy, animateur-réalisateur
- Claude Miller, réalisateur
- Jean Péraud, photographe
- Frédéric Pieretti, réalisateur-producteur, acteur, scénariste
- Gérard Pirès, réalisateur
- Bruno Podalydès, réalisateur, scénariste, acteur
- François-Xavier Roch, directeur commercial
- Laurent Roth, réalisateur, scénariste, critique
- François de Roubaix, compositeur
- Pierre Schoendoerffer, scénariste-réalisateur-écrivain
- Jean Vautrin, écrivain, réalisateur
- Claude Zidi, réalisateur

## Filmographie
- Laurent Roth, Les Yeux brûlés, fiction-documentaire, 1986, 35 mm, 59 min. Film de commande de l’ECPA en 1986 à l’occasion des quarante ans de l’installation du SCA au Fort d’Ivry, restauré en 2015 à l’occasion du centenaire de l’Ecpad, présenté en sélection officielle du Festival de Cannes (Cannes-Classics)[14]. Une jeune femme (Mireille Perrier) vient chercher à l'aéroport de Roissy une cantine militaire qui lui est retournée. Il s'agit des effets et clichés de Jean Péraud, reporter photographe disparu au Tonkin en juillet 1954 après avoir été fait prisonnier à Diên Biên Phu le 8 mai 1954. Bientôt, la discussion s'engage entre la jeune femme et les anciens compagnons de presse de Péraud qui sont présents. André Lebon, Pierre Ferrari, Daniel Camus, Raoul Coutard, Marc Flament, Pierre Schoendoerffer, tous anciens du SCA ayant servi en Indochine et pour certains en Algérie font face aux questions faussement naïves de la jeune femme qui suscitent souvenirs, récits, et témoignages. Les entretiens alternent avec un florilège d'archives de guerre conservées au Fort d’Ivry montées sur la Passion selon Saint-Matthieu de Bach[15].